# Charles Floyd Hatcher

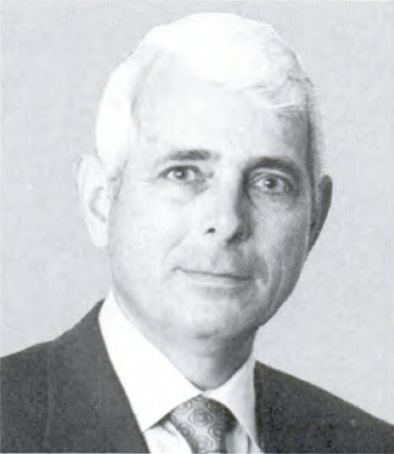
Charles Floyd Hatcher (1990)

Charles Floyd Hatcher (* 1. Juli 1939 in Doerun, Colquitt County, Georgia) ist  ein US-amerikanischer Politiker. Zwischen 1981 und 1993 vertrat er den Bundesstaat Georgia im US-Repräsentantenhaus.

## Werdegang
Charles Hatcher besuchte die öffentlichen Schulen seiner Heimat. Zwischen 1958 und 1962 war er Soldat der US-Luftwaffe. Danach setzte er seine Ausbildung bis 1965 am Georgia Southern College in Statesboro fort. Nach einem anschließenden Jurastudium an der University of Georgia in Athens und seiner im Jahr 1969 erfolgten Zulassung als Rechtsanwalt begann er in Albany in seinem neuen Beruf zu arbeiten. Gleichzeitig schlug er als Mitglied der Demokratischen Partei eine politische Laufbahn ein.
Zwischen 1973 und 1980 war saß Hatcher als Abgeordneter im Repräsentantenhaus von Georgia. Bei den Kongresswahlen des Jahres 1980 wurde er im zweiten Wahlbezirk seines Staates in das US-Repräsentantenhaus in Washington, D.C. gewählt, wo er am 3. Januar 1981 die Nachfolge von Dawson Mathis antrat. Nach fünf Wiederwahlen konnte er bis zum 3. Januar 1993 sechs Legislaturperioden im Kongress absolvieren. Dort wurde im Jahr 1992 der 27. Verfassungszusatz verabschiedet.
In den Vorwahlen seiner Partei für die Kongresswahlen 1992 verlor Hatcher gegen Sanford Bishop, der anschließend auch als sein Nachfolger in den Kongress gewählt wurde. Nach seinem Ausscheiden aus dem US-Repräsentantenhaus ist Charles Hatcher politisch nicht mehr in Erscheinung getreten. Heute lebt er in Newton.